# Enes Sali
Enes Sali (Toronto, 23 febbraio 2006) è un calciatore canadese naturalizzato rumeno, attaccante del Al-Riyadh in prestito dal FC Dallas.

## Biografia
Nato a Toronto da genitori rumeni di origine turca, si trasferisce in Romania nel 2019 con la famiglia.

## Carriera

### Club
Inizia la propria carriera calcistica con i Woodbridge Strikers nel 2012. Nel 2017 viene notato dal Barcellona, che lo aggrega alla propria cantera; dopo alcuni problemi burocratici con la FIFA il giocatore entra a far parte dell'Academia Hagi, settore giovanile del Farul Costanza.
Il 9 agosto 2021 debutta in prima squadra nella vittoria contro il Sepsi a 15 anni, 6 mesi e 21 giorni; il 13 settembre seguente realizza una rete nella vittoria per 5-0 contro l'Acad. Clinceni, diventando il più giovane marcatore della storia della prima divisione rumena.

### Nazionale
Ha giocato nelle nazionali giovanili rumene Under-16, Under-17 ed Under-19.
Il 3 novembre 2021 viene convocato dal CT della Romania in vista del doppio impegno di qualificazioni mondiali contro Islanda e Liechtenstein. Debutta il 14 novembre nella partita contro il Liechtenstein, in cui, esordendo a soli 15 anni e 264 giorni d'età, stabilisce un nuovo record come calciatore europeo più giovane ad esordire in un incontro internazionale, superando il precedente primato di Martin Ødegaard.

## Statistiche
Statistiche aggiornate al 19 giugno 2023.

### Presenze e reti nei club
| Stagione        | Squadra         | Campionato      | Campionato | Campionato | Coppe nazionali | Coppe nazionali | Coppe nazionali | Coppe continentali | Coppe continentali | Coppe continentali | Altre coppe | Altre coppe | Altre coppe | Totale | Totale | Totale |
| Stagione        | Squadra         | Comp            | Pres       | Reti       | Comp            | Pres            | Reti            | Comp               | Pres               | Reti               | Comp        | Pres        | Reti        | Pres   | Reti   |        |
| --------------- | --------------- | --------------- | ---------- | ---------- | --------------- | --------------- | --------------- | ------------------ | ------------------ | ------------------ | ----------- | ----------- | ----------- | ------ | ------ | ------ |
| 2021-2022       | Farul Costanza  | L1              | 11+9       | 1          | CR              | 0               | 0               |                    | -                  | -                  |             | -           | -           | 20     | 1      |        |
| 2022-2023       | Farul Costanza  | L1              | 11+7       | 1+1        | CR              | 3               | 0               | -                  | -                  | -                  | -           | -           | -           | 21     | 2      |        |
| Totale carriera | Totale carriera | Totale carriera | 38         | 3          |                 | 3               | 0               |                    | -                  | -                  |             | -           | -           | 41     | 3      |        |

### Cronologia presenze e reti in nazionale
| Cronologia completa delle presenze e delle reti in nazionale ― Romania | Cronologia completa delle presenze e delle reti in nazionale ― Romania | Cronologia completa delle presenze e delle reti in nazionale ― Romania | Cronologia completa delle presenze e delle reti in nazionale ― Romania | Cronologia completa delle presenze e delle reti in nazionale ― Romania | Cronologia completa delle presenze e delle reti in nazionale ― Romania | Cronologia completa delle presenze e delle reti in nazionale ― Romania | Cronologia completa delle presenze e delle reti in nazionale ― Romania |
| Data                                                                   | Città                                                                  | In casa                                                                | Risultato                                                              | Ospiti                                                                 | Competizione                                                           | Reti                                                                   | Note                                                                   |
| ---------------------------------------------------------------------- | ---------------------------------------------------------------------- | ---------------------------------------------------------------------- | ---------------------------------------------------------------------- | ---------------------------------------------------------------------- | ---------------------------------------------------------------------- | ---------------------------------------------------------------------- | ---------------------------------------------------------------------- |
| 14-11-2021                                                             | Vaduz                                                                  | Liechtenstein                                                          | 0 – 2                                                                  | Romania                                                                | Qual. Mondiali 2022                                                    | -                                                                      | 82’                                                                    |
| Totale                                                                 |                                                                        | Presenze                                                               | 1                                                                      |                                                                        | Reti                                                                   | 0                                                                      |                                                                        |

## Palmarès

### Club

#### Competizioni nazionali
- Campionato rumeno: 1

Farul Costanza: 2022-2023
- MLS Next Pro: 1

North Texas: 2024